# 临河店镇
临河店镇，是中华人民共和国河南省商丘市睢阳区下辖的一个乡镇级行政单位。
宋开宝四年（971）有漕运码头和市集。明初实况冷落。明洪武四年（1371），唐、李二姓自山西洪洞县迁此开设客栈，得名临河店。
1949年属勒马、郭村2区。1956年析置临河店乡。1958年属郭村、勒马2公社。1975年析置临河店人民公社。1983年社改乡。2022年临河店乡撤乡设镇。

## 行政区划
临河店镇下辖以下地区：
关楼村、范庄村、贾楼村、孟庄村、程庄村、秦楼村、卷地张村、蒋桥村、刘玉池村、双庙村、连庄村、三胡村、杨楼村、高井王村、宋大庄村、临河店村、大侯村、云楼村、安庄村、夏桥村、大杨堂村和卷地曹村。